# Hugo Simon (Bankier)
Hugo Simon (* 1. September 1880 in Usch, Provinz Posen; † 1. Juli 1950 in São Paulo, Brasilien) war ein deutscher Bankier und Politiker. Nach der Novemberrevolution 1918 war er als Mitglied der USPD kurzzeitig Finanzminister im preußischen Rat der Volksbeauftragten. Diese kurze Zeit als Politiker verarbeitete Alfred Döblin in seinem Roman November 1918.

## Leben
Hugo Simon stammte aus einer jüdischen Familie. Sein Vater war der Lehrer Victor Simon, seine Mutter war Sophie Simon geb. Jablonski. Er wuchs auf dem Hof seines Vaters in Kahlstädt im Landkreis Kolmar (Provinz Posen) auf. Nach dem Besuch des Gymnasiums absolvierte er eine landwirtschaftliche Ausbildung und in Marburg eine Banklehre. Nach dem Tod des Vaters und dem Verkauf des Gutes lebte Simon mit seiner Frau Gertrud und den Töchtern Anette und Ursula in Berlin-Zehlendorf. 1911 gründete er zusammen mit Otto Carsch die Privatbank Carsch Simon & Co. 1922 trennten sich die Partner, und Simon gründete zusammen mit Kasimir Bett und Kurt Gutmacher das Nachfolgeunternehmen Bett Simon & Co.
Hugo Simon war Aufsichtsratsvorsitzender der Allgemeinen Häuserbau-AG von 1872 - Adolf Sommerfeld (Berlin), stellvertretender Aufsichtsratsvorsitzender der Cröllwitzer Actien-Papierfabrik (Halle a. d. Saale), Aufsichtsratsmitglied der G. Feibisch AG (Berlin), der Dampfziegelei Bergenhorst AG (Berlin), der Deutschen Grundkreditbank AG (Gotha-Berlin), der R. Frister AG (Berlin-Oberschöneweide), der Multiplex-Gasfernzünder GmbH (Berlin), der Terrain-AG Botanischer Garten - Zehlendorf West (Berlin), der Thüringischen Landeshypothekenbank AG (Weimar) und der Wurzener Kunstmühlenwerke und Bisquitfabriken vorm. F. Krietsch (Wurzen) (allesamt Stand 1931).
Hugo Simon war ein bekannter Kunstfreund und Sammler. Er galt als engagierter Kunstmäzen und nahm als Mitglied der Ankaufskommission Einfluss auf die Erwerbspolitik der Nationalgalerie Berlin. Er war Aufsichtsratsmitglied bei dem S. Fischer Verlag und dem Ullstein Verlag und Bankier des Verlegers Paul Cassirer. In seinem Haus trafen sich wöchentlich Politiker, Künstler, Wissenschaftler, Gelehrte. Dazu gehörten u. a. Bertolt Brecht, Erich Maria Remarque, Alfred Döblin, Arnold Zweig, Heinrich Mann, Stefan Zweig und Carl Zuckmayer, auch bildende Künstler wie Max Pechstein, Oskar Kokoschka und George Grosz, des Weiteren die Schauspielerin Tilla Durieux, die Verleger Samuel Fischer, Ernst Rowohlt und die Ullsteinbrüder sowie Politiker wie der preußische Ministerpräsident Otto Braun. Darüber hinaus war Hugo Simon befreundet u. a. mit Albert Einstein, Karl Kautsky und Thomas Mann; die Dichterin Else Lasker-Schüler widmete 1920 „Hugo Simon dem Boas“ ihr Gedicht Gott hör ….
1921 kaufte Hugo Simon das ehemalige Ausflugslokal „Schweizerhaus“ in Seelow (Mark Brandenburg) und errichtete hier ein landwirtschaftliches Mustergut mit Vieh- und Geflügelzucht, Obst- und Gemüseanbau. 1923/24 ließ er auf dem Gelände einen Nachbau von Goethes Gartenhaus in Weimar bauen. Erbauer war der Architekt Ernst Rossius-Rhyn. Hinzu kam eine kleine Parkanlage mit Volièren für verschiedene Arten von Sittichen und Fasanen und einem von dem Keramiker Emil Pottner entworfenen Vogelbrunnen. Er war Mitglied der Kaiser-Wilhelm-Gesellschaft und arbeitete u. a. zusammen mit Erwin Baur, Direktor an dem von der Kaiser-Wilhelm-Gesellschaft betriebenen Institut für Züchtungsforschung in Müncheberg.
Unmittelbar nach der Machtergreifung der Nationalsozialisten floh Hugo Simon 1933 mit seiner Frau über die Schweiz nach Paris. Hier gründete er erneut ein Bankhaus, unterstützte die Flüchtlingshilfe und engagierte sich politisch u. a. als Gründungsmitglied der pazifistischen Organisation Bund Neues Vaterland. 1937 wurde Hugo Simon ausgebürgert. Kurz vor der Besetzung von Paris durch die Wehrmacht gelang ihm und seiner Frau im Juni 1940 die Flucht nach Marseille. Schließlich konnten beide im Februar 1941 mit tschechischen Pässen unter den Decknamen „Hubert Studenic“ und „Garina Studenic“ über Spanien und Portugal nach Brasilien ausreisen.
Anfangs wohnte das Ehepaar in Rio de Janeiro, dann zog es nach Barbacena, wo sich Hugo Simon der Seidenraupenzucht widmete. Er starb 1950 in São Paulo.

## Kunstsammlung
Simons umfangreiche Kunstsammlung wurde durch Emigration, Enteignung und Notverkäufe zerstreut. Der Bestand lässt sich heute nicht mehr im Einzelnen rekonstruieren. 1933 konnte er noch mehrere Kunstwerke ausführen, darunter befanden sich insbesondere Werke des deutschen Expressionismus und Arbeiten aus dem 19. Jahrhundert. Mehrere Werke bot er in der Schweiz und in Frankreich einzelnen Kunsthändlern sowie Museen, wie dem Kunsthaus Zürich und dem Kunstmuseum Basel, zum Verkauf an. Etliche Kunstwerke blieben aber auch in Deutschland zurück und wurden zusammen mit dem weiteren Besitz Simons am 9. Oktober 1933 von den Nationalsozialisten konfisziert.

## Schweizerhaus
Das Schweizerhaus wurde am 5. Oktober 1933 durch eine Verfügung des Regierungspräsidenten in Frankfurt a. d. Oder (Berichterstatter: Regierungsrat Möbius) eingezogen. Die Einziehung wurde damit begründet, dass Simon eine Zeitlang Finanzminister der „marxistischen Preußischen Regierung“ und Mitglied der USPD war „und weil er auch nach seinem Ausscheiden bis kurz vor dem 30. Januar 1933 Beziehungen zu hochstehenden marxistischen Persönlichkeiten unterhalten hat....hochstehende Gäste waren die früheren Minister Braun, Severing und Greszinsky, ferner die marxistischen Führer Bernhard, Weiß und Dr. Breitscheid“. - Das Schweizerhaus wurde 1936 durch das staatliche Versuchsinstitut in Landsberg/Warthe übernommen und als „Staatliches Versuchsgut Oderbruch“ fortgeführt. Nach dem Zweiten Weltkrieg war das Gut zunächst durch die Rote Armee besetzt und diente zu deren Versorgung. 1950 wurde das Gut durch die Vereinigung Volkseigener Betriebe übernommen und fortan als VEB Gartenbau betrieben. Das Schweizerhaus beherbergte in dieser Zeit die Verwaltung und diente als Lehrlingswohnheim. Nach 1990 stellte eine Erbengemeinschaft einen Antrag auf Restitution. Im Jahr 2010 kaufte die Stadt Seelow das Areal und der Heimatverein „Schweizerhaus Seelow“ e. V. sanierte das Gebäude. Das Schweitzerhaus soll wieder zu einem Ort der Begegnungen, der Kultur und des geistigen Austausches werden.

## Autobiographie
- Hugo Simon: Seidenraupen. (unveröffentlicht).

## Film
- Privatfilm für Hugo Simon (1924), Regie und Produktion: Gertrud David.